# Speocropia leucosticta
Speocropia leucosticta är en fjärilsart som beskrevs av George Francis Hampson 1908. Speocropia leucosticta ingår i släktet Speocropia och familjen nattflyn. Inga underarter finns listade i Catalogue of Life.